# Хјуго Вивинг
Хјуго Волас Вивинг (енгл. Hugo Wallace Weaving) је аустралијски глумац, рођен 4. априла 1960. године у Остину (Нигерија). Најпознатије улоге је остварио као агент Смит у серијалу Матрикс и као Елронд у филмској трилогији Господара прстенова.

## Биографија
Рођен је у Нигерији од енглеских родитеља Воласа и Ен. Детињство је провео у Јужној Африци, да би се као тинејџер доселио у Уједињено Краљевство, где је похађао Queen Elizabeth's Hospital. Године 1976. се сели у Аустралију и тамо похађа Knox Grammar School у Сиднеју. Касније је матурирао на аустралијском националном институту драмске уметности.
Своју прву већу улогу је остварио 1984. године као енглески капетан Даглас Џардин у ТВ серији Bodyline. Четири године касије се појаљује у аустралијској мини-серији The Dirtwater Dynasty, а годину дана касније игра заједно са Никол Кидман у филму Bangkok Hilton. Године 1991. примио је награду од стране аустралијског филмског института за најбољег главног глумца у нискобуџетном филму Proof. Године 1994. је остварио свој интернационални успех са филмом Priscilla, Queen of the Desert, да би четири године касније примио награду као најбољи глумац за филм The Interview на филмском фестивалу у Монтреалу. Касније игра Посејдона у мини-серији Одисеј, а позајмио је и глас у цртаном филму The Magic Pudding.
Своју светску популарност стиче са улогом агента Смита у три филма о Матриксу (The Matrix, The Matrix Reloaded, The Matrix Revolutions), а доказао се и у филмској трилогији Господар прстенова где је играо Елронда. Касније игра у неколико запажених филмова као што су: Happy Feet, V for Vendetta и Трансформерси где је посудио глас Мегатрону.

## Филмографија
| Улоге Хјуга Вивинга |                                     |               |                            |          |
| Година              | Српски назив                        | Изворни назив | Улога                      | Напомена |
| 1999.               | Матрикс                             |               | Агент Смит                 |          |
| 2001.               | Господар прстенова: Дружина прстена |               | Елронд                     |          |
| 2002.               | Господар прстенова: Две куле        |               | Елронд                     |          |
| 2003.               | Матрикс 2                           |               | Агент Смит                 |          |
| 2003.               | Господар прстенова: Повратак краља  |               | Елронд                     |          |
| 2003.               | Матрикс 3                           |               | Агент Смит                 |          |
| 2006.               | В као Вендета                       |               | В                          |          |
| 2006.               | Плес малог пингвина                 |               | Ноа                        | глас     |
| 2007.               | Трансформерси                       |               | Мегатрон                   | глас     |
| 2009.               | Трансформерси: Освета пораженог     |               | Мегатрон                   | глас     |
| 2010.               | Вукодлак                            |               | инспектор Френсис Аберлајн |          |
| 2011.               | Трансформерси: Тамна страна Месеца  |               | Мегатрон                   | глас     |
| 2011.               | Капетан Америка: Први осветник      |               | Јохан Шмит / Црвена лобања |          |
| 2011.               | Плес малог пингвина 2               |               | Ноа                        | глас     |
| 2012.               | Атлас облака                        |               | разне улоге                |          |
| 2012.               | Хобит: Неочекивано путовање         |               | Елронд                     |          |
| 2014.               | Хобит: Битка пет армија             |               | Елронд                     |          |
| 2016.               | Гребен спаса                        |               | Том Дос                    |          |

### Познати глумци са којима је сарађивао
- Виго Мортенсен (Дружина прстена, Две куле, Повратак краља)
- Кијану Ривс (Матрикс, The Matrix Reloaded, The Matrix Revolutions)
- Натали Портман (В као Вендета)
- Никол Кидман (Bangkok Hilton, Плес малог пингвина)
- Расел Кроу (Proof)
- Кејт Бланчет (Little Fish)